# Primarias del Partido Republicano de 2012 en Arkansas
Las Primarias del Partido Republicano de 2012 en Arkansas se hicieron el 22 de mayo de 2012. Las Primarias del Partido Republicano fueron unas Primarias, con 36 delegados para elegir al candidato del partido Republicano para las elecciones presidenciales de Estados Unidos de 2012.  En el estado de Arkansas estaban en disputa 36 delegados.

## Elecciones

### Resultados
| Primarias Republicanas de Arkansas de 2012 | Primarias Republicanas de Arkansas de 2012 | Primarias Republicanas de Arkansas de 2012 | Primarias Republicanas de Arkansas de 2012 |
| Candidato                                  | Votos                                      | Porcentaje                                 | Delegados                                  |
| ------------------------------------------ | ------------------------------------------ | ------------------------------------------ | ------------------------------------------ |
| Mitt Romney                                | 104,200                                    | 68.39%                                     | 33                                         |
| Ron Paul                                   | 36,810                                     | 12.78%                                     | 3                                          |
| Rick Santorum (retirado)                   | 20,308                                     | 13.33%                                     | 0                                          |
| Newt Gingrich (retirado)                   | 7,453                                      | 4.89%                                      | 2                                          |
| Delegados no proyectados:                  | Delegados no proyectados:                  | Delegados no proyectados:                  | 3                                          |
| Total:                                     | 152,360                                    | 100%                                       | 36                                         |